# Chanjaani
Chanjaani è una circoscrizione mista (mixed ward) della Tanzania situata nel distretto di Chake Chake, regione di Pemba Sud. Conta una popolazione di 3 311 abitanti (censimento 2012).